# Nicolaas Beets
Nicolaas Beets (Haarlem, 13 settembre 1814 – Utrecht, 13 marzo 1903) è stato un poeta e scrittore olandese.

## Biografia
Studiò teologia a Leida ma si avvicinò al movimento romantico mostrando grande apprezzamento per Byron.
Dapprima pastore, poi nel 1874 professore di teologia all'università di Utrecht.
Il suo esordio letterario avvenne nel 1834 con Jose, een Spaansch verhall ("Josè, un racconto spagnolo"), nel quale cercò di delineare un personaggio demoniaco.
Con i racconti seguenti, Kuser (1835) e Guy de Vlaming ("Guido il fiammingo" 1837) continuò sulla stessa falsariga non riuscendo a raggiungere vertici di ispirazione tragica. 
Migliori risultati li ottenne nel genere umoristico-realistico seguendo lo stile di Dickens.
Beets continuò la sua attività di autore di racconti, con composite descrizioni di paesaggi o di interni olandesi, e di studi di costume, pubblicati sotto il titolo di Camera obscura (1839), e firmati con lo pseudonimo di Hildbrand. Quest'opera, che si può definire un affresco della vita borghese olandese del tempo, è considerata un classico nella letteratura dei Paesi Bassi. È una raccolta di bozzetti nei quali l'autore ritrae con gran fiuto psicologico costumi, usi, ambienti e tipi inseriti in un contesto reale e onirico. Seppur mancando di una struttura unitaria, la marcata caratterizzazione e il tono personale conferiscono all'opera una propria originalità.
Tra le altre opere ricordiamo: 
- José, un racconto spagnolo, del 1834;
- Kuser, del 1835;
- Guido il fiammingo, del 1837 (ispirati al Byron);
- La famiglia Stastok
- La famiglia Kegge
- Ore di raccoglimento, composti tra il 1849 e il 1860, è una raccolta di meditazioni morali

Morì ad 88 anni ad Utrecht in seguito ad una emorragia cerebrale.